# 青少年文化研修道場

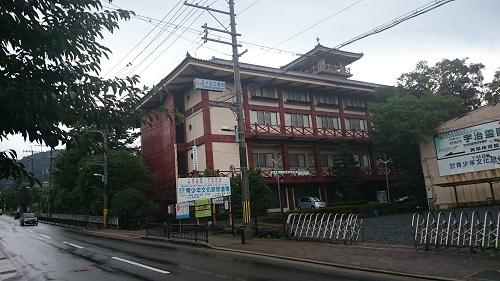
青少年文化研修道場の外観

一般財団法人 青少年文化研修道場（いっぱんざいだんほうじん せいしょうねんぶんかけんしゅうどうじょう）は、京都府宇治市に設置されている研修施設。昭和46年、黄檗宗萬福寺塔頭の緑樹院の山内に、同院住職（のち黄檗宗管長）の村瀬玄妙（初代理事長）により、青少年の心身の錬磨、自主独立の精神を培う道場として設立された。簡易な宿泊施設としても利用者を受け入れている。
笹川良一が初代会長に就任している。

## 概要

### 沿革
- 1969年1月3日 設立
- 1971年4月 京都府宇治市五ヶ庄三番割35番地に道場が完成
  - 9月 茶室青緑庵、八合庵、図南軒並び庭園が完成
- 1989年 鉄筋コンクリート5階建4,950平方メートルの規模に改修[3]。

### 歴代会長・理事長

#### 会長
1. 笹川良一（日本財団創設者）
2. 笹川能孝（初代の大甥、笹川能孝事務所代表）[4]

#### 初代理事長
1. 村瀬玄妙（黄檗宗管長）

### 施設概要
- 1階　厨房、食堂（300人）、会議室（60人）、茶室（煎、抹茶席、立礼席）
- 2階　公式武道場（剣、空手道）、事務局、道場長室、　大、中、小浴場
- 3階　正坐道場（300人）、会議室（60人）、和室（17帖）、洋室3室
- 4階　視聴覚室（100人）、バレエ教室、個室（4.5帖）16室　、和室（22帖）、貴賓室、図書室、師家寮、聖道
- 5階　塔屋　戦艦陸奥偉材梵鐘

## 施設使用目的
- 研修・錬成
- 新入社員の錬成
- 中小企業管理者、中堅社員並びに一般社員の研修
- 第一線社員の根性養成
- 修学旅行学生の一泊研修
- 変ったところでは、競輪の新人選手や短期間でレース中に違反行為を繰り返した選手に対する研修が行われる。
  - 実際に研修に参加した競輪選手によると、期間は5泊6日で受講費は6万円。競輪選手でなくても受講費を納めれば誰でも受講できる[5]。

## 開設されている講座
- 文化講座 茶、華道、書道、英会話教室
- 体育講座 武道教室（剣道、空手道、合気道）、バレエ教室